# Саммі Н'Джок
Саммі Н'Джок (фр. Sammy N'Djock, нар. 25 лютого 1990, Яунде) — камерунський футболіст, воротар клубу «Фетхієспор» та національної збірної Камеруну.

## Клубна кар'єра
Народився 25 лютого 1990 року в місті Яунде. Вихованець футбольної школи клубу «Лілль», проте пробитися до основної команди так і не зумів, виступаючи виключно за другу команду.
2010 року перебрався в чемпіонат Туреччини, де став гравцем «Антальяспора». У складі нового клубу, однак, також не зміг стати основним воротарем, за три року більш-менш регулярно грав лише в сезоні 2012/13 (15 матчів).
Влітку 2013 року на правах оренди перейшов в «Фетхієспор» з другого за рівнем дивізіону Туреччини, з яким того ж сезону зайняв 17 місце і опустився ще нижче.

## Виступи за збірну

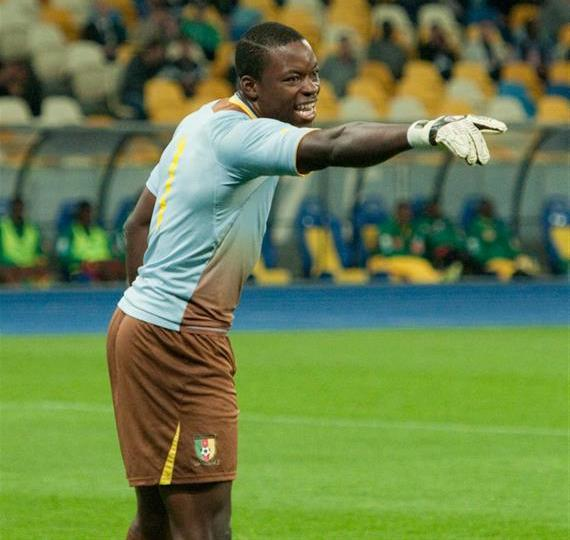
Саммі Н'Джок у своєму дебютному матчі за збірну. 2 червня 2013 року

2 червня 2013 року дебютував в офіційних матчах у складі національної збірної Камеруну в товариській грі проти збірної України, відігравши весь матч і зберігши свої ворота в недоторканності (0:0). Проте основним голкіпером так і не став, провівши весь відбірковий турнірі до чемпіонату світу 2014 року як запасний голкіпер. Незважаючи на це потрапив в остаточну заявку збірної на мундіаль в Бразилії, де був третім голкіпером.
Наразі провів у формі головної команди країни 2 матчі.